# Expendables: Postradatelní
Expendables: Postradatelní (anglicky The Expendables) je americký akční film. Byl natáčen v Riu de Janeiro, New Orleans a v Los Angeles od 28. března do 1. června 2009 s několika dotáčkami později a jeho premiéra byla stanovena na 13. srpna 2010 ve Spojených státech a 19. srpna 2010 v Česku. Scenáristé jsou Dave Callaham a Sylvester Stallone, který film i zrežíroval.
Snímek vzdává hold akčním filmům 80. let a počátku 90. let[zdroj⁠?!]. Hraje v něm celá řada akčních veteránů těchto desetiletí (Sylvester Stallone, Arnold Schwarzenegger, Bruce Willis, Dolph Lundgren, Mickey Rourke, Jet Li) i akční hvězdy současnosti jako je Jason Statham, Terry Crews, Randy Couture a „Stone Cold“ Steve Austin.

## Děj
Elitní skupina žoldáků jménem The Expendables, sídlící v New Orleans, je vyslána do Adenského zálivu, aby zachránila rukojmí z lodi od somálských pirátů. Tým tvoří leader Barney Ross, specialista na nože Lee Christmas, bojovník Yin Yang, vojenský veterán Gunner Jensen, specialista na zbraně Hale Caesar a expert na demolice Toll Road. Gunner vyvolá přestřelku, což způsobí ztráty mezi piráty. Poté se pokusí oběsit piráta, ale Yang ho zastaví. Barney ho neochotně propustí z týmu.
Později je Christmas rozrušený, když zjistí, že ho jeho přítelkyně Lacy opustila pro jiného muže. Barney a jeho rival Trench Mauser navštíví "Mr. Church" kvůli misi. Trench předá kontrakt Barneymu, který má svrhnout diktátora generála Garzu na ostrově Vilena v Mexickém zálivu. Barney a Christmas letí na Vilenu na průzkum a setkají se s kontaktem Sandrou, ale jsou odhaleni. Ukáže se, že bývalý důstojník CIA James Munroe drží Garzu u moci pro své vlastní zisky, zatímco Sandra je Garzova dcera. Barney misi přeruší, ale Sandra odmítá opustit Vilenu.
Mezitím Gunner nabídne Munroeovi pomoc a Garza je rozzuřený, když Munroe Sandru mučí. Lacy je fyzicky napadena svým novým mužem, takže Christmas ho a jeho přátele zbije. Barney a tým zjistí, že Church je agent CIA a skutečným cílem je Munroe, který se spojil s Garzou, aby si ponechal peníze z drog. Barney se setká s tatérem a přítelem Toolem, který se přizná, že nechal ženu spáchat sebevraždu.
Barney se rozhodne vrátit pro Sandru, ale Yang jde s ním. Gunner a najatí muži je pronásledují, což končí v opuštěném skladu, kde Yang a Gunner bojují. Barney střelí Gunnera, když se pokusí probodnout Yanga. Gunner se usmíří a poskytne plán Garzova paláce. Barney se vrátí k týmu a infiltrují Garzův komplex. Garza si myslí, že Munroe najal tým, aby ho zabil, a připravuje své vojáky na boj. Tým umístí výbušniny, ale Barney je zajat Munroeovými muži při záchraně Sandry.
Tým ho zachrání a zabije Brita, ale jsou obklíčeni Garzovými muži. Caesar bojuje a Paine uteče. Garza se postaví Munroeovi, ale Munroe ho zabije a uteče s Paine a Sandrou. Garzovi muži střílejí na tým, který bojuje a odpaluje výbušniny, čímž ničí komplex. Toll zabije Paine upálením, zatímco Barney a Caesar zničí vrtulník, než Munroe uteče. Barney a Christmas doženou Munroea, zachrání Sandru a zabijí Munroea.
Později Barney daruje svou odměnu Sandře na obnovu Vileny. Tým se vrací domů a slaví v Toolově tetovacím salónu s uzdraveným Gunnerem. Christmas a Tool hrají hru s házením nožů, během které Christmas složí posměšnou báseň o Toolovi a trefí se do středu terče zvenčí budovy.

## Obsazení
Sylvester Stallone jako Barney „The Schizo“ Ross, vojenský veterán a vůdce týmu.
Jason Statham jako Lee Christmas, zástupce velitele. Bývalý voják SAS a odborník v CQC (boji zblízka), používá nože.
Jet Li jako Yin Yang, čínský expert v bojových umění.
Dolph Lundgren jako Gunnar Jensen, švédský sniper. Jensen nenávidí Yin Yanga a často s ním bojuje.
Mickey Rourke jako Tool, bývalý člen Expendable, nyní obchoduje se zbraněmi a vlastní umělecký tetovací salon.
Terry Crews jako Hale Caesar, Yinův nejlepší přítel a specialista na zbraně.
Randy Couture jako Toll Road, demoliční expert.
Gisele Itié jako Sandra, mladá domorodá žena a zároveň tajná agentka Interpolu.
Charisma Carpenter jako Lacy, přítelkyně Leeho Christmase.
Lauren Jones jako Cheyenne
Bruce Willis jako Mr. Church, tajemný muž, který najímá the Expendables.
Arnold Schwarzenegger jako Trench, starý rival Barneyho Rosse.
Muži generála Garzy:
David Zayas jako generál Garza, diktátor.
Eric Roberts jako agent Monroe, zkorumpovaný agent CIA, který brání the Expendables zabít generála Garzu.
Steve Austin (Stone Cold) jako Dan Paine, Monroeův bodyguard.
Gary Daniels jako Brit, stoupenec generála Garzy a bývalý člen the Expendables, který se chce pomstít týmu Expendables za to, že byl z týmu vyhozen.
Antonio Rodrigo Nogueira jako stoupenec generála Garzy.
Amin Joseph a Senyo Amoaku jako vůdci somálských pirátů, kteří vyzvou the Expendables.

## Zajímavost
V tomto filmu se poprvé v jedné scéně setkali Sylvester Stallone, Arnold Schwarzenegger a Bruce Willis[zdroj⁠?!].